# Chã de Alegria
Chã de Alegria est une municipalité brésilienne située dans l'État du Pernambouc.